# Fenitrothion
Il fenitrothion o fenitrotion è un insetticida ad azione neurotossica, appartenente alla categoria dei fosforganici.

## Proprietà fitosanitarie
Il fenitrothion ha una spiccata proprietà citotropica e agisce per contatto e ingestione, perciò è adatto per combattere le forme minatrici e quelle ad apparato boccale succhiatore.
Il meccanismo d'azione si espleta con un'attività anticolinesterasica: è infatti un inibitore della acetilcolinesterasi, pertanto interferisce con la trasmissione degli impulsi nervosi a livello di sinapsi.

## Ambiti d'impiego
L'insetticida può essere impiegato in frutticoltura, orticoltura, agrumicoltura, viticoltura, olivicoltura, floricoltura, sulle piante ornamentali, sulle colture erbacee industriali (cereali, barbabietola, tabacco), sul pioppo.
È indicato per la lotta ad insetti ad apparato boccale pungente-succhiatore (Tripidi e Rincoti Omotteri), contro le larve minatrici (Ditteri e Lepidotteri) e contro i defogliatori (larve di Lepidotteri e adulti e larve di Coleotteri Crisomelidi).

## Tossicità
Il fenitrothion è classificato come moderatamente tossico, con una LD50 orale di 250 mg/kg e una LD50 dermale di 2500 mg/kg (ratto).
L'inalazione può provocare cefalea, tosse, nausea, vertigine, convulsioni, incoscienza, crampi. A contatto con la pelle provoca irritazioni. L'avvelenamento provoca dolori addominali, diarrea, vomito, difficoltà respiratorie.
In merito all'impatto ambientale, il suo ampio spettro d'azione lo rende moderatamente dannoso all'artropodofauna utile, ma è soprattutto negli ambienti acquatici che ha un forte impatto per la sua tossicità nei confronti dei pesci.